# Romain Sicard
Romain Sicard (* 1. Januar 1988 in Hasparren im Département Pyrénées-Atlantiques) ist ein ehemaliger französischer Radrennfahrer.

## Karriere
Sicard widmete sich in den Nachwuchsklassen vor allem dem Bahnradsport und wurde 2004 gemeinsam mit Vincent Dauga französischer Jugendmeister im Madison der Jugendklasse. 2006 wurde er bei den Junioren Zweiter in der Mannschaftsverfolgung und Dritter im Madison.
Im Erwachsenenbereich wurde Sicard 2008 französischer Meister im Scratch. Im Jahr 2009 gewann er die Gesamtwertung der Tour de l’Avenir und wurde U23-Weltmeister im Straßenrennen.
Anschließend erhielt er seinen ersten Vertrag bei einem UCI ProTeam, der baskischen Mannschaft Euskaltel Euskadi, für die er bis Ende 2013 fuhr, bevor er zum Team Europcar wechselte. Sicard konnte im Elitebereich an seine Erfolge in den Nachwuchsklassen nicht anknüpfen. Er startete 13-mal bei Grand Tours. Sein bestes Grand-Tour-Ergebnis erreichte er bei der Vuelta a España 2014 mit Rang 13 in der Gesamtwertung.
Im April 2021 erklärte seinen Rücktritt als Aktiver, nachdem eine Untersuchung kardiologische Unregelmäßigkeiten festgestellt hatte.

## Erfolge
2004
- Französischer Jugend-Meister – Zweier-Mannschaftsfahren (mit Vincent Dauga)

2008
- Französischer Meister – Scratch

2009
- Subida al Naranco
- eine Etappe Ronde de l’Isard
- Gesamtwertung und eine Etappe Tour de l’Avenir
- U23-Weltmeister – Straßenrennen

2018
- Sprintwertung Tour du Limousin

## Grand Tour-Platzierungen
| Grand Tour            | 2012 | 2013 | 2014 | 2015 | 2016 | 2017 | 2018 | 2019 | 2020 |
| --------------------- | ---- | ---- | ---- | ---- | ---- | ---- | ---- | ---- | ---- |
| Giro d’ItaliaGiro     | –    | –    | 51   | –    | –    | –    | –    | –    | –    |
| Tour de FranceTour    | –    | 122  | –    | 33   | 81   | 66   | 73   | 80   | 31   |
| Vuelta a EspañaVuelta | 44   | –    | 13   | 15   | 55   | –    | –    | –    | 45   |